# هنیووتین
هنیووتین (به چکی: Hněvotín) یک منطقهٔ مسکونی در جمهوری چک است که در ناحیه اولومووتس واقع شده‌است.
 هنیووتین ۱۱٫۷۲ کیلومتر مربع مساحت و ۱٬۳۲۱ نفر جمعیت دارد و ۲۴۴ متر بالاتر از سطح دریا واقع شده‌است.